# Седов, Юрий Фридрихович
Юрий Фридрихович (Фоос) Седов (род. 1937, село Ново-Любино, Омская область) — русский писатель, поэт и публицист. Член Союза писателей России. Лауреат Премии имени П. П. Бажова (2003).

## Биография
Родился 23 сентября 1937 года в селе Ново-Любино Омской области, позже с 1939 по 1945 год его семья проживала на Ямале, с 1945 года переехали на спецпоселение в Челябинск.
С 1947 по 1952 год обучался на механико-технологическом факультете Челябинского политехнического института. С 1952 года работал инженер-механиком на Челябинском заводе «Станкомаш», инженер-конструктором на Магнитогорском металлургическом комбинате и Ленинградском заводе подъёмно-транспортного оборудования имени С. М. Кирова. Был преподавателем Керченского горно-обогатительного техникума и научным сотрудником Челябинского НИИ электродной промышленности. Помимо основной деятельности был сотрудником газеты «Строитель Урала» и экскурсоводом Пушкинского музея-заповедника.
Член Союза писателей России, член Челябинской областной организации Союза писателей России. Первые публикации Седова появились в 1956 году в челябинской комсомольской газете. С 1967 года печатался в таких журналах как: «Смена», «Юность», «Уральский следопыт», «Урал», «Волга», «Аврора», «Сельская молодёжь» и «Уральская новь», а так же в альманахах и сборниках «Антология современной уральской поэзии», «Каменный пояс», «Область вдохновения», «Поэзия» и «Сибирь». С 1974 года Фоос взял творческий псевдоним — Седов, под которым и вышли основные произведения. Им было выпущено девять сборников стихов: «Не тают
круги на воде» (1976), «Ветвей проявленный узор» (1990), «Сегодня ночью будет снег» (2000), «Доверимся судьбе» (2002), «На окраине века» (2003), «Мы — листья на древе» (2004), «Была весна» (2007), «Лунная улица» (2009) и «Планета
судьбы» (2012).
В 2003 году «За сборник стихов „На окраине века“» был удостоен — Премии имени П. П. Бажова.
В 2011 году «За глубину духовной гармонии в книге стихотворений „Планета судьбы“» был удостоен Южно-Уральской литературной премии в номинации «Поэзия».
Живёт в городе Челябинске.

## Премии
- Премия имени П. П. Бажова (2003[3])
- Южно-Уральская литературная премия (2011[5])